# Culiseta antipodea
Culiseta antipodea är en tvåvingeart som beskrevs av Nikolas Vladimir Dobrotworsky 1962. Culiseta antipodea ingår i släktet Culiseta och familjen stickmyggor. Inga underarter finns listade i Catalogue of Life.